# Scopula sarcodes
Scopula sarcodes är en fjärilsart som beskrevs av Louis Beethoven Prout 1935. Scopula sarcodes ingår i släktet Scopula och familjen mätare. Inga underarter finns listade.